# Assia Djebar
Assia Djebar (en arabe : آسيا جبار), nom de plume de Fatima-Zohra Imalhayène, née le 30 juin 1936 à Cherchell (département d'Alger) dans l’actuelle wilaya de Tipaza (Algérie) et morte le 6 février 2015 à Paris, est une femme de lettres algérienne d'expression française. Elle obtient la nationalité française en 1967.
Auteure de nombreux romans, nouvelles, poésies et essais, elle écrit aussi pour le théâtre et réalise plusieurs films. Assia Djebar est considérée comme l'une des auteurs les plus célèbres et les plus influents du Maghreb. Elle est élue à l'Académie française en 2005, devenant ainsi la première écrivaine nord-africaine à y être reçue.

## Biographie
Assia Djebar naît le 30 juin 1936 dans une famille de la petite bourgeoisie traditionnelle algérienne. Son père, Tahar Imalhayène, est un instituteur (issu de l’École normale d’instituteurs de Bouzaréa) chenoui originaire de Gouraya. Sa mère est Bahia Sahraoui. L'enfant porte le même nom que sa tante (la sœur de Tahar), Fatima-Zohra Imalhayène (madame Abid).
Assia Djebar passe son enfance à Mouzaïaville (Mitidja), étudie à l'école française, puis dans une école coranique privée. À partir de 10 ans, elle étudie au collège de Blida et, faute de pouvoir y apprendre l'arabe classique, elle commence à apprendre le grec ancien, le latin et l'anglais. Elle obtient le baccalauréat en 1953 puis entre en hypokhâgne au lycée Bugeaud d’Alger (actuel Lycée Émir-Abdelkader).
En 1954, elle entre en khâgne au lycée Fénelon (Paris). L'un de ses professeurs est Dina Dreyfus. L'année suivante, elle intègre l'École normale supérieure de jeunes filles de Sèvres, où elle choisit l'étude de l'Histoire. Elle est la première femme algérienne à intégrer l'École. À partir de 1956, elle décide de suivre le mot d'ordre de grève de l'UGEMA, l’Union générale des étudiants musulmans algériens, pour protester contre la répression en Algérie, et ne passe pas ses examens. Elle est exclue de l'ENS de Sèvres pour avoir participé à la grève. C'est à cette occasion qu'elle écrit son premier roman, La Soif. Pour ne pas choquer sa famille, elle adopte un nom de plume, Assia Djebar : Assia, la consolation, et Djebar, l'intransigeance. Elle épouse l'écrivain Walid Garn, pseudonyme de l'homme de théâtre Ahmed Ould-Rouis, puis quitte la France pour l'Afrique du Nord.
Le Général de Gaulle lui-même demande sa réintégration dans l’École en 1959 en raison de son « talent littéraire ». À partir de cette année-là, elle étudie et enseigne l'histoire moderne et contemporaine du Maghreb à la Faculté des lettres de Rabat. En parallèle, aidée par l'islamologue Louis Massignon, elle monte un projet de thèse sur Lalla Manoubia, une sainte matrone de Tunis.
Le 1er juillet 1962, elle retourne en Algérie. Elle est nommée professeure à l'université d'Alger. Elle y est la seule professeure à dispenser des cours d’histoire moderne et contemporaine de l'Algérie. Dans cette période de transition post-coloniale, la question de la langue de l'enseignement se pose. L'enseignement en arabe littéraire lui est imposé, ce qu'elle refuse. Elle quitte alors l'Algérie.

En 1965, elle décide d'adopter, avec Walid Garn, l'orphelin Mohamed Garne. 
 (février 2025).
Améliorez-le ou discutez des points à vérifier. 
De 1966 à 1975, elle réside le plus souvent en France, et séjourne régulièrement en Algérie. Elle épouse en secondes noces Malek Alloula en 1980, dont elle se sépare par la suite.
Pendant une dizaine d'années, elle délaisse l'écriture pour se tourner vers un autre mode d'expression artistique, le cinéma. Elle réalise deux films, La Nouba des femmes du mont Chenoua en 1978, long-métrage qui lui vaut le prix FIPRESCI à la Mostra de Venise 1979, et un court-métrage, La Zerda ou les chants de l'oubli, en 1982.
De 1997 à 2001, elle dirige le Centre d'études francophones et françaises, à la suite d'Édouard Glissant, à l'université d’État de Louisiane.
En 1999, elle soutient sa thèse à l'université Paul-Valéry Montpellier 3, au sujet de sa propre œuvre. La même année, elle est élue membre de l'Académie royale de langue et de littérature françaises de Belgique.
Se partageant entre la France et les États-Unis, elle enseigne à compter de 2001 au département d'études françaises de l'université de New York.
Le 16 juin 2005, elle est élue au fauteuil 5 de l'Académie française, succédant à Georges Vedel, et y est reçue le 22 juin 2006. Elle est docteur honoris causa de l'université de Vienne (Autriche), de l'université Concordia de Montréal (Canada) et de l'université d’Osnabrück (Allemagne).
Elle meurt le 6 février 2015 à Paris. Elle est inhumée, le 13 février 2015 dans sa ville natale de Cherchell, à 100 km à l'ouest d'Alger, en présence de ses proches, de personnalités littéraires et politiques et d'une foule nombreuse. Près d'une centaine de personnalités du monde des arts et des lettres avaient défilé la veille devant la dépouille de la romancière au Palais de la culture à Alger, où elle avait été transférée pour un ultime hommage après son rapatriement par avion de France.

## Distinctions

### Décorations
- Chevalière de la Légion d'honneur[15]
- Commandeure de l'ordre des Arts et des Lettres[15]

### Honneurs
Elle est docteure honoris causa de plusieurs universités :
- Université Concordia en 2016[16] (à titre posthume)
- Université d'Osnabrück en 2005[17]
- Université de Vienne en 1995[17]

Sociétés savantes :
- 2005 : Élue membre de l'Académie française au fauteuil de M. Georges Vedel (5e fauteuil)[18].
- 1999 : Élue membre de l'Académie royale de langue et de littérature françaises de Belgique

### Prix
- 2006 : Prix international Grinzane Cavour pour la lecture (Turin, Italie)
- 2005 : Prix international Pablo Neruda (Italie)
- 2000 : Prix de la paix des libraires allemands (Francfort)
- 1999 : Prix de la revue Études françaises, pour Ces voix qui m'assiègent... en marge de ma francophonie
- 1999 : Grande médaille de la francophonie par l'Académie française.
- 1998 : Prix international de Palmi (Italie)
- 1997 : Prix Marguerite Yourcenar (Boston), pour Oran, Langue morte.
- 1997 : Fonlon Nichols Prize, African Literature Association, pour toute son œuvre.
- 1996 : Neustadt International Prize for Literature (États-Unis)
- 1995 : Prix Maurice Maeterlinck, Bruxelles
- 1989 : LiBeraturpreis, Francfort, pour Ombre sultane.
- 1985 : Prix de l'Amitié franco-arabe, pour L'Amour La Fantasia.
- 1983 : Best historic film, Berlin Film Festival, pour La Zerda et les Chants de l'oubli.
- 1979 : Prix de la Critique internationale à la Biennale de Venise, pour La Nouba des Femmes du Mont Chenoua (long métrage)
- 1962 : Prix de la Culture française pour Les Enfants du nouveau monde.

## Thèmes de son œuvre
Les œuvres de Assia Djebar partent souvent de l’individuel, voire de l’autobiographique, pour évoquer des thèmes collectifs. Elle a ainsi à plusieurs reprises dépeint la situation de sa génération, confrontée aux valeurs de deux communautés et de deux cultures.
Parmi ses premières œuvres, Les Enfants du nouveau monde, en 1962, et Les Alouettes naïves en 1967, se placent durant la guerre d'indépendance algérienne (qui n’est pas terminée au moment où le premier de ces romans est écrit), et évoquent le rôle des femmes au quotidien et dans ce conflit spécifique, leur claustration dans la société traditionnelle algérienne et leur désir d’émancipation. Femmes d’Alger dans leur appartement, en 1980, est un recueil de nouvelles qui emprunte son titre aux tableaux d'Eugène Delacroix et de Pablo Picasso. Au-delà du dialogue avec ces œuvres picturales, c’est l’histoire des femmes d’Alger, du pouvoir patriarcal et de la colonisation. Loin de Médine, en 1991, rappelle les événements qui entourent les derniers jours du Prophète Mahomet et le rôle des femmes dans ces événements.
En 1996, dans Le Blanc de l’Algérie, elle s’insurge contre le retour d’une terreur meurtrière en Algérie, et tente de remonter le fil du temps pour rendre intelligible l’origine du mal.
En 2003, son ouvrage La Disparition de la langue française est consacré à cette langue imposée puis assumée comme langue d’écriture.
Nulle part dans la maison de mon père, en 2007, est un récit intimiste sur la fin de son adolescence, le refus d’une société patriarcale, les interdits qui étouffaient sa vie à l'époque et la liberté dont semblaient jouir, en regard, ses condisciples européennes.

## Principales œuvres littéraires
Les œuvres d'Assia Djebar ont été traduites en 21 langues.
- La Soif, Éd. Julliard, Paris, 1957 (roman); 2e Éd. Barzakh, Alger, (2017)
- Les Impatients, Éd. Julliard, Paris, 1958 (roman)
- Les Enfants du nouveau monde, Éd. Julliard, Paris, 1962 (roman)
- Les Alouettes naïves, Éd. Julliard, Paris, 1967 (roman)
- Rouge l'aube, théâtre, SNED, 1969.
- Poèmes pour l'Algérie heureuse, poésie, SNED, 1969.
- Femmes d'Alger dans leur appartement, nouvelles, Des Femmes, 1980.
- L'Amour, la fantasia, roman, J. C. Lattès/Enal, 1985 (roman)
- Ombre sultane, roman, J.-C. Lattès, 1987 (roman)
- Loin de Médine, Éd. Albin Michel, Paris, 1991, 314 p.  (ISBN 9782226052599) (roman)
- Vaste est la prison, Éd. Albin Michel, Paris, 1995, 351 p.  (ISBN 9782253152224) (roman)
- Le Blanc de l'Algérie, Éd. Albin Michel, Paris, 1996, 250 p.  (ISBN 9782253153405) (récit)
- Les Nuits de Strasbourg, roman, Actes Sud, 1997, 408 p.  (ISBN 9782742714056) (roman)
- Oran, langue morte, Éd. Actes Sud, Paris, 1997, 380 p.  (ISBN 9782742734450) (nouvelles)
- Ces voix qui m'assiègent... en marge de ma francophonie, Éd. Presses de l'Université de Montréal, Montréal, 1999, 272 p.  (ISBN 9782760617506) / Éd. Albin Michel, Paris, 1999, 272 p.  (ISBN 9782226108234) (essai)
- Filles d'Ismaël dans le vent et la tempête, Florence, Juinti, 2000 (théâtre musical)
- La Femme sans sépulture, Éd. Albin Michel, Paris, 2002, 219 p.  (ISBN 2226131868) (roman)
- La Disparition de la langue française, Éd. Albin Michel, Paris, 2003, 306 p.  (ISBN 9782226141651) (roman)
- Nulle part dans la maison de mon père, Éd. Fayard, Paris, 2007, 407 p.  (ISBN 9782213635408) (roman)

## Filmographie
- 1978 : La Nouba des femmes du mont Chenoua
- 1982 : La Zerda ou les chants de l'oubli (coscénariste : Malek Alloula)

## Hommages et postérité

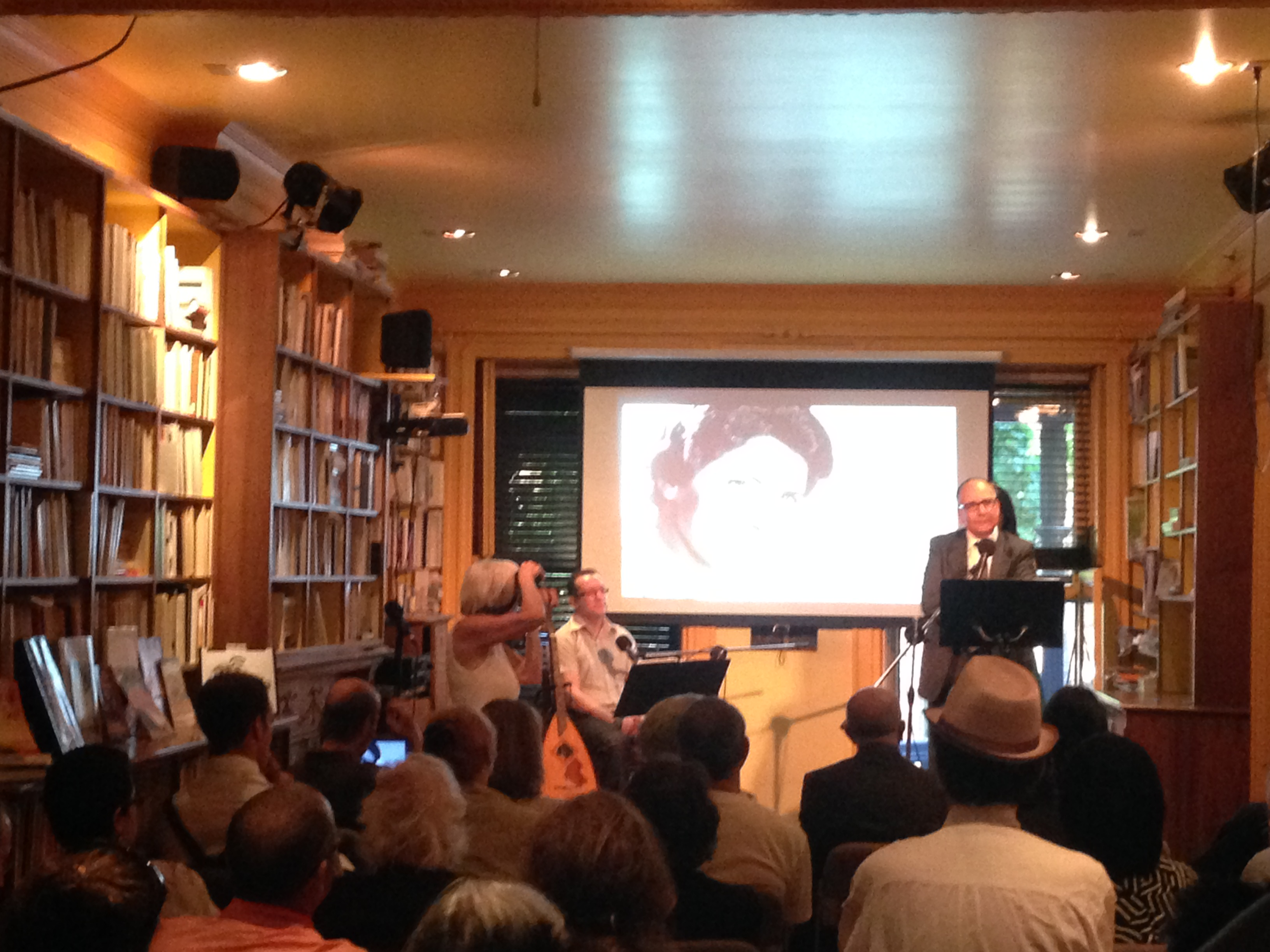
Journée hommage à Montréal.

En 2016, la Journée Assia Djebar est instaurée à Montréal, elle est célébrée annuellement le 16 juin par l’Union des écrivaines et écrivains québécois (UNEQ), l’organisme Racines et Confluences, les éditions Mémoire d'encrier et la compagnie de production artistique et cinématographique SN Production,.

### Lieux
• La place centrale du nouveau quartier rennais de Baud Chardonnet porte le nom Assia Djebar.
- Une des salles de l'École normale supérieure de la rue d'Ulm, à Paris, porte le nom d'Assia Djebar[23]. L'École normale supérieure de Constantine (Algérie) porte le nom d'Assia Djebar.
- Une école maternelle de Bondy Sud (Seine-Saint-Denis) , rue François collet , porte le nom d’Assia Djebar
- • À Nantes, une voie piétonne du quartier de l'île de Nantes porte le nom d'allée Assia-Djebar.
- Une bibliothèque porte son nom dans le 20e arrondissement de Paris, rue de Lagny[24]. Une médiathèque porte également son nom à Blanquefort (Gironde).
- Une rue du nouveau éco-quartier à Bagneux (Hauts-de-Seine) porte le nom d'Assia-Djebar.
- La 45e promotion de l'école nationale d'administration, d'Alger, porte le nom d'Assia-Djebar.
- À Roubaix (Nord), un centre social porte le nom d'Assia-Djebar.
- À Lille-Sud (Nord), une rue porte le nom d'Assia Djebar.
- À Alençon, la médiathèque du quartier de Perseigne porte son nom[25].
- À Ivry-sur-Seine (Val-de-Marne), un collège construit dans le cadre du projet d'aménagement Ivry-Confluences porte son nom mais n'est pas encore ouvert[26].

### Prix Assia Djebar du roman
Le Prix Assia Djebar du roman est un prix littéraire algérien créé en 2015 pour promouvoir la production littéraire algérienne.